# 은하함대 지구호
《은하함대 지구호》는 한국에서 제작된 김청기 감독의 1979년 SF, 모험, 가족, 애니메이션 영화이다. 송재완 등이 제작에 참여하였다.

## 스태프
- 제작: 송재완
- 기획: 조항리
- 각본: 윤석훈
- 구성: 김기태
- 원화: 김길웅, 김승태, 마현덕
- 동화: 이의구, 이영길, 김명복, 김미천, 김길환, 박지용, 이장웅
- 선화: 김동분, 김행순, 이은영, 정혜숙
- 채화: 최희숙, 김미화, 양은정, 김승태, 김미숙, 한희수, 김경숙, 이정숙
- 배경: 오응환, 국현주
- 촬영감독: 이성휘
- 촬영: 이재관, 박미숙
- 음악: 정민섭
- 노래: 정여진, 별셋 (언급되지 않음)
- 총지휘: 김춘근
- 진행: 김춘범
- 편집: 박순덕
- 효과: 김경일
- 녹음: 영화진흥공사 (현·영화진흥위원회)
- 현상: 우성칼라현상소
- 협찬: 소년한국일보, 새소년사
- 감독: 김청기
- 제작: 송프로덕숀 (언급되지 않음)
- 작품: 서울동화 (언급되지 않음)
- 배급: 동아광고 (언급되지 않음)

## 같이 보기
- 우주전함 야마토
- 로봇 8짱